# Tarantola (film)
Tarantola (Tarantula!) è un film del 1955 diretto da Jack Arnold, tratto dall'originale televisivo No food for thought di R. M. Fresco. È un film horror fantascientifico del filone statunitense dei film di mostri popolare negli anni cinquanta. Negli Stati Uniti uscì nei cinema il 14 dicembre 1955 mentre in Italia venne distribuito nel 1956.

## Trama
Un uomo dal viso deturpato cade nel deserto vicino alla cittadina di Desert Rock, in Arizona. Giunge il dottor Matt Hastings chiamato dallo sceriffo per indagare sull'orribile cadavere ritrovato, appartenente ad un assistente del dottor Gerald Deemer, uno scienziato che conduce misteriose ricerche nella sua villa ai margini del deserto.
Mentre Hastings e lo sceriffo discutono di fronte al cadavere sfigurato, conservato all'obitorio, giunge Deemer per il riconoscimento della salma. Deemer risponde evasivamente alle domande dello sceriffo e se ne torna a casa, dove lo vediamo in mezzo a gabbie di animali enormemente ingigantiti. Infatti Deemer è riuscito a creare uno speciale siero e lo testa su alcuni animali. Fra gli animali, una tarantola che ha appena iniziato la cura e ha già raggiunto l'altezza di un metro.
Il suo compagno di studi, considerato defunto per una rara malattia, ma attualmente assistente di Deemer, orribilmente deformato, lo accusa di essere responsabile di questa trasformazione, stordisce il dottore e gli inietta il siero con intenzione di ucciderlo, poi incendia il laboratorio, mentre la tarantola mutata scappa nel deserto. Nel tentativo di uscire, l'assistente cade e non potendo più respirare, muore. Quando Deemer rinviene, ignaro dell'iniezione che gli è stata praticata, seppellisce il cadavere di notte nelle vicinanze della villa e pensa che la tarantola sia morta incenerita dall'incendio.
Intanto arriva la bella e provocante Stephanie Clayton, per fare da assistente a Deemer, incontra Hastings e i due fanno amicizia. Hastings la avverte di diffidare del dottor Deemer ma la Clayton non gli dà retta e prende servizio nella casa isolata di Deemer.
Da quel momento accadono strani eventi: animali e umani vengono divorati da una misteriosa e feroce creatura. Dopo aver indagato ancora senza esito, Hastings invita la Clayton per una passeggiata romantica nel deserto ma sono costretti a fuggire per una improvvisa caduta di massi. Andandosene non si sono resi conto di avere sfiorato la morte, infatti la tarantola gigante stava accucciata proprio vicino ai due. Ritornati in città Hastings si fa promettere dalla donna di avvertirlo se noterà qualcosa di sospetto in casa di Deemer.
Mentre Hastings è ritornato sul luogo della frana, lo raggiunge lo sceriffo che lo invita ad andare su un pascolo dove un intero branco di cavalli è stato divorato. Durante la notte anche un allevatore vicino è dilaniato. Il giorno dopo, la Clayton telefona ad Hastings e gli dice che ha visto il volto del dottor Deemer sfigurato come quello dei suoi due assistenti ed entrambi accorrono in suo aiuto. Deemer capisce che Hastings lo vuole aiutare e gli rivela il suo segreto, voleva inventare un siero che facendo ingigantire gli animali, permettesse di aumentare le scorte di cibo per l'umanità.
Spiega che se i suoi due assistenti sono diventati mostruosi è stato solo perché gli hanno rubato il siero e se lo sono iniettato, pensando di vivere più a lungo. Deemer collabora ma pensa che la tarantola sia morta nell'incendio, invece Hastings è convinto che la tarantola gigante sia sfuggita e che sia in agguato nel deserto.
Hastings porta ad analizzare un liquido biancastro misterioso trovato nel deserto e la risposta è che quello è il veleno caratteristico della tarantola ma la quantità di veleno è tale che potrebbe averlo lasciato solo una tarantola grossa come una casa. Nel frattempo la Clayton sta curando il dottor Deemer che diventa sempre più deforme.

La tarantola alle porte della città

La tarantola, sempre più affamata, è uscita allo scoperto, arrivando alla villa del dottor Deemer. La creatura si abbatte sulla casa e divora il dottor Deemer, con il volto ormai deformato dagli effetti del siero. Stephanie riesce a sfuggire alla creatura grazie all'arrivo di Hastings. I due fuggono in automobile, inseguiti dalla gigantesca tarantola. Nel frattempo lo sceriffo ed alcuni agenti di polizia raggiungono Hastings e Stephanie. I due corrono via in compagnia dello sceriffo, mentre alcuni agenti cercano invano di trattenere la bestia e vengono divorati. La tarantola inizia ad avvicinarsi alla cittadina di Desert Rock. Lo sceriffo tenta di fermare la creatura facendo piazzare delle cariche di dinamite lungo la strada, ma l'esplosivo non ha effetto sul ragno, il quale continua ad avanzare. Fallito l'esplosivo, si cerca aiuto dalla base aerea vicina, la quale fa partire quattro aerei armati di missili e napalm. La gigantesca tarantola è ormai ad un centinaio di metri dalla cittadina quando viene raggiunta dagli aeroplani. La tarantola viene attaccata dai razzi, ma rimane ancora una volta illesa. Diverso è il risultato dopo la pioggia di napalm: la bestia muore bruciata e la cittadina è salva.

## Produzione
Benché ambientato in Arizona, nell'immaginaria cittadina di Desert Rock, Tarantola fu girato in California, con scene del deserto a Apple Valley. Fu girato nei pressi della formazione rocciosa di "Dead Man's Point" a Lucerne Valley, California, una location utilizzata di frequente da molti dei primi film western.
Le numerose tarantole usate per il film venivano spostate nelle direzioni volute da piccoli getti di aria compressa, ma dovevano essere sostituite spesso per il calore prodotto dai fari di luce. Clint Eastwood, agli esordi a 25 anni d'età, interpreta un pilota di jet.

## Promozione
La locandina originale del film presenta, nella parte superiore, un'enorme tarantola (con solo due soli occhi invece di otto) che tiene tra le fauci una donna urlante alla maniera della Fay Wray della locandina di King Kong (1933); tale scena in realtà non compare nel film.

## Critica
(Fantafilm)
La realistica spettacolarità  del film faceva parte integrante dello stile cinematografico del regista Jack Arnold. Il metodo che lui seguiva era relativamente semplice: girava quanto più poteva all'aperto e possibilmente in luoghi molto caratterizzati dal punto di vista paesaggistico come era infatti il deserto usando nel contempo al minimo le luci di scena che come noto vengono usate anche in pieno giorno per dare maggiore incisività all'immagine. Un'altra caratteristica di Arnold era quella di rendere il film estremamente dinamico cercando di evitare il più possibile i tempi morti come spiegazioni eccessivamente verbose o studi sulla personalità degli interpreti, cosa che effettivamente poco interessava il pubblico.
- Davide Tecce, Silenzio in Sala[9]: